# Comuna Kneaje, Sneatîn
Kneaje (în ucraineană Княже) este o comună în raionul Sneatîn, regiunea Ivano-Frankivsk, Ucraina, formată din satele Drahasîmiv și Kneaje (reședința).

## Demografie
Componența lingvistică a comunei Kneaje
     Ucraineană (99,75%)
     Alte limbi (0,2%)
Conform recensământului din 2001, majoritatea populației comunei Kneaje era vorbitoare de ucraineană (99,75%), existând în minoritate și vorbitori de alte limbi.

## Personalități născute aici
- Zbigniew Cybulski (1927 - 1967), actor polonez.